# Stella Fakiyesi
Stella Fakiyesi, née vers 1971, est une photographe et directrice de photographie nigériane.
Ses œuvres photographiques ont été présentées dans de nombreuses expositions internationales,.

## Biographie
Stella Fakiyesi est née vers 1971 au Nigéria. Elle fait des études en photographie à l'Université de l'École d'art et de design de l'Ontario de 1993 à 1997. Après l'obtention de son diplôme en 1997, Fakiyesi commence les travaux sur sa carrière solo à Toronto, au Canada,.
Elle a fondé et dirigé la SOF Art House, une galerie offrant un espace de travail qui met en collaboration les photographes à Toronto de 1999 à 2005.

## Expositions notables
- 1999 : Portrait Afrika (collective), Haus Der Kulturen Der Welt, Berlin.
- 1998-2000 : History of African Photography from 1840 to Present (collective), Paris, São Paulo, Mexico, Washington, Cape Town[2].
- 2005 : Amiala, Harbourfront Centre Toronto, Canada.
- 2010-2011 : Position As Desired, Royal Ontario Museum, Toronto, Canada[1].
- 2012 : Position As Desired, Canadian Museum of Immigration Halifax, Nova Scotia[6].
- 2016 : Position As Desired, Exploring African Canadian Identity Art Gallery of Windsor[7],[1].
- 2018-2019 : Everything Remains Raw, Raw McMichael Gallery[8],[9] et Art Gallery of Sudbury[9],[10].
- 2019 : Reflections of Love, Harbourfront Centre.